# Сен-Пьер-ле-Буа
Сен-Пьер-ле-Буа́ (фр. Saint-Pierre-les-Bois) — коммуна во Франции, находится в регионе Центр. Департамент — Шер. Входит в состав кантона Шатле. Округ коммуны — Сент-Аман-Монтрон.
Код INSEE коммуны — 18230.

## География

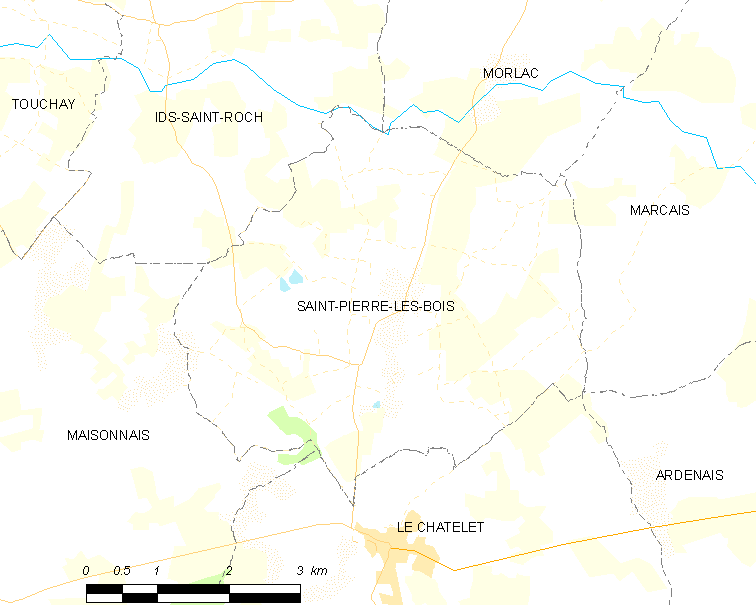
Карта коммуны

Коммуна расположена приблизительно в 250 км к югу от Парижа, в 145 км южнее Орлеана, в 50 км к югу от Буржа.
По территории коммуны протекает река Портефёй (фр. Portefeuille), а вдоль северной границы коммуны — река Арнон.

## Население
Население коммуны на 2008 год составляло 318 человек.
| 1962 | 1968 | 1975 | 1982 | 1990 | 1999 | 2008 |
| ---- | ---- | ---- | ---- | ---- | ---- | ---- |
| 387  | 401  | 281  | 302  | 299  | 305  | 318  |

## Администрация
| Период | Период | Фамилия       | Партия        | Примечания |
| ------ | ------ | ------------- | ------------- | ---------- |
| 2001   | 2011   | Филипп Оруар  | Разные правые |            |
| 2012   | 2014   | Жислен Готрон |               |            |

## Экономика
Основу экономики составляет сельское хозяйство.
В 2007 году среди 201 человека в трудоспособном возрасте (15—64 лет) 142 были экономически активными, 59 — неактивными (показатель активности — 70,6 %, в 1999 году было 68,4 %). Из 142 активных работали 128 человек (76 мужчин и 52 женщины), безработных было 14 (4 мужчины и 10 женщин). Среди 59 неактивных 10 человек были учениками или студентами, 29 — пенсионерами, 20 были неактивными по другим причинам.

## Достопримечательности
- Церковь Сен-Пьер[фр.] (XII век). Исторический памятник с 1926 года.[3]
  - Алтарь (1739 год). Исторический памятник с 1976 года.[4]
  - Картина «Богоматерь с младенцем на облаке, Св. Пётр, Св. Иоанн Креститель» (1739 год). Размеры — 250×154 см, холст, масло. Исторический памятник с 1976 года.[5]
  - Запрестольный образ, дарохранительница (1739 год). Исторический памятник с 1976 года.[6]